# 西尾市立佐久島中学校
西尾市立佐久島中学校（にしおしりつ さくしまちゅうがっこう）は、かつて愛知県西尾市一色町佐久島影無50番地にあった公立中学校。2019年（平成31年）4月には西尾市立佐久島小学校と統合されて義務教育学校の西尾市立佐久島しおさい学校が発足した。
三河湾に浮かぶ佐久島唯一の中学校だった。全国へき地教育研究連盟によってへき地学校2級に指定されていた。

## 特色
1949年度（昭和24年度）の修学旅行の目的地は京都・奈良だったが、1955年度（昭和30年度）は東京・横浜・日光を訪問している。1956年度（昭和31年度）には完全給食を開始した。1960年（昭和35年）3月25日にはテレビが寄贈され、1964年（昭和39年）2月には8ミリ撮影機・映写機が寄贈された。
1957年（昭和32年）の生徒数は108人だったが、以後は年々減少している。1967年（昭和42年）には58人、1977年（昭和52年）には30人、1987年（昭和62年）には17人、1997年（平成9年）には12人、2007年（平成19年）には11人、2017年（平成29年）には10人となっている。
2003年度（平成15年度）からは小規模特認校制度を適用して、島外（一色町本土）からの通学を認める「しおかぜ通学」が開始された。2011年（平成23年）4月1日 に一色町が西尾市に編入合併したことで、「しおかぜ通学」の対象者が西尾市全域に拡大された。

## 歴史

### 年表
- 1947年（昭和22年）4月1日 - 幡豆郡佐久島村の佐久島村立佐久島中学校として創立。[6]
- 1947年（昭和22年）4月22日 - 開校式を挙行。[6]
- 1948年（昭和23年）9月23日 - 校舎の増築工事が竣工。[2]
- 1954年（昭和29年）8月1日 - 佐久島村が幡豆郡一色町に編入合併されたことで一色町立佐久島中学校に改称。[6]
- 1955年（昭和30年）3月31日 - 校舎の改築工事が竣工。[2]
- 1957年（昭和32年）3月10日 - 校歌を制定。[7]
- 1981年（昭和56年）3月5日 - 小中学校の兼用の新校舎が竣工。[7]
- 1987年（昭和62年）1月 - 小中学校の兼用の体育館が竣工。[7]
- 1990年（平成2年）3月1日 - 『佐久島中学校昭和史』を刊行。
- 2003年（平成15年）4月7日 - 小規模特認校制度による「しおかぜ通学」が開始。
- 2011年（平成23年）4月1日 - 一色町が西尾市に編入合併されたことで西尾市立佐久島中学校に改称。
- 2019年（平成31年）4月 - 佐久島小学校と統合し、義務教育学校の西尾市立佐久島しおさい学校が発足。

### 児童数の変遷
『愛知県小中学校誌』（2018年）によると、児童数の変遷は以下の通りである。
| 1947年（昭和22年） | 85人  |  |
| 1957年（昭和32年） | 108人 |  |
| 1967年（昭和42年） | 58人  |  |
| 1977年（昭和52年） | 30人  |  |
| 1987年（昭和62年） | 17人  |  |
| 1997年（平成9年）  | 12人  |  |
| 2007年（平成19年） | 11人  |  |
| 2017年（平成29年） | 10人  |  |